# Дровнины
Дровнины — древний русский дворянский род, утративший княжеский титул, Рюриковичи.
Однородцы Всеволожских и Заболоцких.

## Происхождение и история рода
Происходят от князей смоленских. Московский боярский род, утративший княжеский титул. Родоначальник князь Александр-Всеволод Глебович Смоленский выехал к великому князю Дмитрию Ивановичу Донскому вместе с сыновьями. Его дети уже князьями не писались.
Пятый сын Ивана Александровича — Семён Иванович Рождественский имел 7 сыновей, из которых шестой сын Андрей по прозванию Дровни является родоначальником Дровниных. Андрей Семёнович имел 2 сыновей: Андрея (бездетен) и Ивана Дровнина, у которого было двое сыновей: Григорий и Борис Ивановичи Дровнины.
Григорий Афанасьевич († 1508) и сын его Василий (1549—1559) были ясельничими Конюшенного приказа. Василий Григорьевич местничал с ясельничим П. В. Зайцевым-Бирдюкиным (1559), в Опричной думе сидел выше казначея, был «в суде у бояр», вёл переговоры с иностранными послами, в Полоцком походе комплектовал опричное войско (1563).
Григорий Иванович Дровнин-Заболоцкий дворовый сын боярский, помещик Переяславльского уезда, вотчинник Новосильского и Переяславского уездов, воевода полкового наряда (1559), воевода в Опочке (1563), его жена Матрёна, дала (1571) сельцо Новое в Шурумском стане Переяславского уезда Троицкому монастырю, в Троице-Сергиев монастырь его вотчину: деревни на Крутом Враге, Кривая, Казначеева, Жердево, Присада Верхняя Жеравина, починок становой (327 четвертей земли) в Пятницком стане Новосильского уезда (1570/71), упомянута (1598), как игуменья Маремьяна в монастыре Богородицы под Сосной на реке Торгоше.
Борис Иванович Дровнин-Заболоцкий дворовый сын боярский, помещик Переяславского уезда (1552).
Василий Дровнин упомянут (1575). Иван Васильевич описывал Псковский и Себежский уезды (1584—1587). Богдан Ларионович, Богдан Злобин и Никита Назарьевич владели поместьями в Рязанском уезде (1590-х), там же помещик Никита Кузяевич (1628).

## Известные представители
- Дровнин Аверьян Михайлович — сын боярский по Короче (1645).
- Дровнин Иван — подьячий Разрядного приказа (1697).